# Proxicharonia
Proxicharonia là một chi ốc biển, là động vật thân mềm chân bụng sống ở biển trong họ Ranellidae, họ ốc tù và.

## Các loài
Các loài thuộc chi Proxicharonia bao gồm:
- Proxicharonia palmeri Powell A W B, 1976
- Proxicharonia neozelanica